# Dominique Arnould
Dominique Arnould (Luxeuil-les-Bains, 19 de noviembre de 1966) es un ciclista francés, que fue profesional de 1988 a 1997. Compaginó el ciclocrós con el ciclismo en ruta. Tras su retirada se convirtió en director deportivo del conjunto Direct Énergie.

## Palmarés

### Ciclocrós
| 1989 - Campeonato de Francia de Ciclocrós 1990 - 2.º en el Campeonato de Francia de Ciclocrós 1993 - Campeonato de Francia de Ciclocrós - Campeonato Mundial 1994 - Campeonato de Francia de Ciclocrós 1997 - 3.º en el Campeonato de Francia de Ciclocrós | 1998 - 2.º en el Campeonato de Francia de Ciclocrós 2000 - 2.º en el Campeonato de Francia de Ciclocrós 2002 - Campeonato de Francia de Ciclocrós 2003 - Campeonato de Francia de Ciclocrós |

### Ruta
1987
- Ronde de l'Isard d'Ariège

1992
- 1 etapa del Tour de Francia[1]
- Giro di Puglia, más 1 etapa

1993
- 1 etapa del Tour del Porvenir

## Resultados en Grandes Vueltas
| Carrera | Carrera         | 1988 | 1989 | 1990 | 1991 | 1992 | 1993 | 1994 | 1995 | 1996 | 1997 |
| ------- | --------------- | ---- | ---- | ---- | ---- | ---- | ---- | ---- | ---- | ---- | ---- |
|         | Giro de Italia  | —    | —    | —    | 29.º | 25.º | —    | —    | —    | —    | —    |
|         | Tour de Francia | —    | —    | —    | 68.º | 48.º | 81.º | —    | —    | Ab.  | —    |
|         | Vuelta a España | —    | —    | —    | —    | —    | —    | —    | —    | —    | —    |

—: no participa

Ab.: abandono